# Wielersport op de Olympische Zomerspelen 1956
De wielersport is een van de sporten die beoefend werden tijdens de Olympische Zomerspelen 1956 in Melbourne.

## Heren

### baan

#### tijdrit, 1000 m
| rang   | sporter(s)      | land | tijd      |
| ------ | --------------- | ---- | --------- |
| Goud   | Leandro Faggin  | ITA  | OR 1:09.8 |
| Zilver | Ladislav Fouček | TCH  | 1:11.4    |
| Brons  | Alfred Swift    | RSA  | 1:11.6    |
| 4      | Warren Scarfe   | ARG  | 1:12.1    |
| 5      | Alan Danson     | GBR  | 1:12.3    |
| 5      | Boris Savostin  | URS  | 1:12.3    |
| 5      | Louis Serra     | URU  | 1:12.3    |
| 8      | Warwick Dalton  | NZL  | 1:12.6    |

#### sprint, 1000 m
| rang   | sporter(s)        | land | tijd      |
| ------ | ----------------- | ---- | --------- |
| Goud   | Michel Rousseau   | FRA  | 11.4 11.4 |
| Zilver | Guglielmo Pesenti | ITA  |           |
| Brons  | Richard Ploog     | AUS  | 11.6 11.4 |
| 4      | Warren Johnston   | NZL  |           |
| 5      | Jack Disney       | USA  |           |
| 5      | Ladislav Fouček   | TCH  |           |
| 5      | Boris Romanov     | URS  |           |
| 5      | Thomas Shardelow  | RSA  |           |

#### tandem, 2000 m
| rang   | sporter(s)                        | land | tijd |
| ------ | --------------------------------- | ---- | ---- |
| Goud   | Ian Browne Anthony Marchant       | AUS  | 10.8 |
| Zilver | Ladislav Fouček Václav Machek     | TCH  |      |
| Brons  | Giuseppe Ogna Cesare Pinarello    | ITA  | 10.8 |
| 4      | Peter Brotherton Eric Thompson    | GBR  |      |
| 5      | Robert Vidal André Gruchet        | FRA  |      |
| 5      | Richard Johnston Warren Johnston  | NZL  |      |
| 5      | Thomas Shardelow Raymond Robinson | RSA  |      |
| 5      | James Rossi Donald Ferguson       | USA  |      |

#### ploegachtervolging, 4000 m
| rang   | sporter(s)                                                                | land | tijd      |
| ------ | ------------------------------------------------------------------------- | ---- | --------- |
| Goud   | Valentino Gasparella Antonio Domenicali Franco Gandini (Virginio Pizzali) | ITA  | OR 4:37.4 |
| Zilver | Michel Vermeulin René Bianchi Jean Graczyk Jean-Claude Lecante            | FRA  | 4:39.4    |
| Brons  | Tom Simpson Donald Burgess Michael Gambrill John Geddes                   | GBR  | 4:42.4    |
| 4      | Alfred Swift Robert Fowler Charles Jonker Anne Jan Hettema                | RSA  | 4:43.8    |
| 5      | André Bar Gustaaf de Smet François de Wagheneire Guillaume Van Tongerloo  | BEL  |           |
| 5      | Jaroslav Cihlář Jiří Opavský Jiří Nouza František Jursa                   | TCH  |           |
| 5      | Warwick Dalton Donald Eagle Leonard Kent Neil Ritchie                     | NZL  |           |
| 5      | Viktor Iljin Vladimir Mitin Rostislav Tsjisjikov Edoeard Goessev          | URS  |           |

### weg

#### individueel
Afstand: 187.7 km
| rang   | sporter(s)         | land | tijd    |
| ------ | ------------------ | ---- | ------- |
| Goud   | Ercole Baldini     | ITA  | 5:21:17 |
| Zilver | Arnaud Geyre       | FRA  | 5:23:16 |
| Brons  | Alan Jackson       | GBR  | 5:23:16 |
| 4      | Horst Tüller       | EUA  | 5:23:16 |
| 5      | Gustav-Adolf Schur | EUA  | 5:23:16 |
| 6      | Arthur Brittain    | GBR  | 5:23:40 |
| 7      | Arnaldo Pambianco  | ITA  | 5:23:40 |
| 8      | Maurice Moucheraud | FRA  | 5:23:40 |

#### ploegen
De klassering van de 3 best geklasseerde renners per land van de individuele wegwedstrijd werden bij elkaar opgeteld.
| rang   | sporter(s)                                                   | land | plaats   | punten |
| ------ | ------------------------------------------------------------ | ---- | -------- | ------ |
| Goud   | Arnaud Geyre Maurice Moucheraud Michel Vermeulin             | FRA  | 2 8 12   | 22     |
| Zilver | Alan Jackson Arthur Brittain William Holmes                  | GBR  | 3 6 14   | 23     |
| Brons  | Horst Tüller Gustav-Adolf Schur Reinhold Pommer              | EUA  | 4 5 18   | 27     |
| 4      | Ercole Baldini Arnaldo Pambianco Dino Bruni                  | ITA  | 1 7 28   | 36     |
| 5      | Lars Nordwall Karl-Ivar Andersson Roland Ströhm              | SWE  | 10 17 20 | 47     |
| 6      | Anatoli Tsjerepovitsj Nikolaj Koloembet Viktor Kapitonov     | URS  | 15 16 32 | 63     |
| 7      | Norbert Verougstraete Gustaaf de Smet François van den Bosch | BEL  | 23 24 42 | 89     |
| 8      | Ramón Hoyos Pablo Hurtado Castañeda Jaime Villegas           | COL  | 13 39 40 | 92     |

## Medaillespiegel
| rang   | land               | goud | zilver | brons | totaal |
| ------ | ------------------ | ---- | ------ | ----- | ------ |
| 1      | Italië             | 3    | 1      | 1     | 5      |
| 2      | Frankrijk          | 2    | 2      | 0     | 4      |
| 3      | Australië          | 1    | 0      | 1     | 2      |
| 4      | Tsjecho-Slowakije  | 0    | 2      | 0     | 2      |
| 5      | Groot-Brittannië   | 0    | 1      | 2     | 3      |
| 6      | Duits eenheidsteam | 0    | 0      | 1     | 1      |
| 6      | Zuid-Afrika        | 0    | 0      | 1     | 1      |
| totaal | totaal             | 6    | 6      | 6     | 18     |